# Glamočani (gmina Srbac)
Glamočani (cyr. Гламочани) – wieś w Bośni i Hercegowinie, w Republice Serbskiej, w gminie Srbac. W 2013 roku liczyła 559 mieszkańców.